# Archiearis vidua
Archiearis vidua là một loài bướm đêm trong họ Geometridae.